# Магон I
Магон I (умер между 530 и 520 до н. э.) — правитель и политик древнего Карфагена, живший во второй половине VI века до н. э., основатель могущества Карфагена. Исторические источники называют его преемником Малха и прибавляют, что при нём Карфаген расширил свои границы, увеличил свою военную славу.
Магон реформировал армию, сделав главную ставку на профессиональных наёмников под начальством карфагенских военачальников. Магон также укрепил присутствие Карфагена на Сардинии и основал династию правителей Магонидов. Ему наследовали сыновья, а затем внуки, правившие совместно.